# Domingo Di Núbila
Domingo Di Núbila (Pergamino, 30 de gener de 1924 - ibídem, 7 de febrer de 2000) va ser un periodista, historiador i crític de cinema argentí.

## Biografia
El 1943 es va mudar des de la seva ciutat natal a Buenos Aires i va començar a treballar en el programa radial que emetia Ràdio Belgrano Diario del Cine, dirigit per Chas de Cruz.
Poc després va començar en la premsa gràfica en el setmanari Heraldo del Cinematografista i en la revista estatunidenca Variety, on va col·laborar per més de 25 anys.
Amb l'adveniment de la televisió també es va incorporar a aquest mitjà i va treballar en els cinc canals d'aire.
Va fer el guió de la pel·lícula La noche de Venus (1955) i, en col·laboració, el de Sección desaparecidos (1958). Va aparèixer com a intèrpret a Millonarios a la fuerza (1979) dirigit per Enrique Dawi.
Fou professor al Centro Experimental del Instituto del Cine en la matèria guió cinematogràfic i va escriure diversos llibres sobre cinema, entre els quals es destaquen Historia del cine argentino (1960, amb reedició ampliada el 1998), i Cómo se hace un film.

## Premis
El seu continu treball darrere de la difusió de la crítica cinematogràfica li van valer reconeixements dels seus parells:
- Distinció especial de l'Asociación de Periodistas de la Televisión y la Radiofonía Argentinas (APTRA).
- Premi Cóndor de Plata a la seva trajectòria (1996) entregat per l'Asociación de Cronistas Cinematográficos de la Argentina.
- Premi Konex[3]